# Горње Сухотно
Горње Сухотно је насеље у Србији у општини Алексинац у Нишавском округу. Према попису из 2022. било је 238 становника (према попису из 1991. било је 400 становника).

## Демографија
У насељу Горње Сухотно живи 287 пунолетних становника, а просечна старост становништва износи 45,1 година (43,6 код мушкараца и 46,4 код жена). У насељу има 104 домаћинства, а просечан број чланова по домаћинству је 3,30.
Ово насеље је великим делом насељено Србима (према попису из 2002. године), а у последња три пописа примећен је пад у броју становника.
|  |

| Демографија | Демографија | Демографија |
| Година      | Становника  | Становника  |
| ----------- | ----------- | ----------- |
| 1948.       | 534         |             |
| 1953.       | 559         |             |
| 1961.       | 559         |             |
| 1971.       | 517         |             |
| 1981.       | 480         |             |
| 1991.       | 400         | 388         |
| 2002.       | 343         | 364         |

| Етнички састав према попису из 2002.‍ | Етнички састав према попису из 2002.‍ | Етнички састав према попису из 2002.‍ | Етнички састав према попису из 2002.‍ | Етнички састав према попису из 2002.‍ |
| ------------------------------------ | ------------------------------------ | ------------------------------------ | ------------------------------------ | ------------------------------------ |
|                                      |                                      |                                      |                                      |                                      |
| Срби                                 | Срби                                 |                                      | 328                                  | 95,62%                               |
| непознато                            | непознато                            |                                      | 9                                    | 2,62%                                |

| Година пописа     | 1948. | 1953. | 1961. | 1971. | 1981. | 1991. | 2002. |
| ----------------- | ----- | ----- | ----- | ----- | ----- | ----- | ----- |
| Број домаћинстава | 105   | 111   | 118   | 123   | 123   | 104   | 104   |

| Број чланова      | 1  | 2  | 3  | 4  | 5  | 6  | 7 | 8 | 9 | 10 и више | Просек |
| ----------------- | -- | -- | -- | -- | -- | -- | - | - | - | --------- | ------ |
| Број домаћинстава | 17 | 29 | 16 | 16 | 10 | 10 | 4 | 0 | 2 | 0         | 3,30   |

| Пол    | Укупно | Неожењен/Неудата | Ожењен/Удата | Удовац/Удовица | Разведен/Разведена | Непознато |
| ------ | ------ | ---------------- | ------------ | -------------- | ------------------ | --------- |
| Мушки  | 142    | 30               | 92           | 17             | 3                  | 0         |
| Женски | 155    | 19               | 91           | 38             | 4                  | 3         |
| УКУПНО | 297    | 49               | 183          | 55             | 7                  | 3         |

| Пол    | Укупно                    | Пољопривреда, лов и шумарство | Рибарство                            | Вађење руде и камена | Прерађивачка индустрија       |
| ------ | ------------------------- | ----------------------------- | ------------------------------------ | -------------------- | ----------------------------- |
| Мушки  | 67                        | 42                            | 0                                    | 0                    | 9                             |
| Женски | 64                        | 56                            | 0                                    | 0                    | 1                             |
| УКУПНО | 131                       | 98                            | 0                                    | 0                    | 10                            |
| Пол    | Производња и снабдевање   | Грађевинарство                | Трговина                             | Хотели и ресторани   | Саобраћај, складиштење и везе |
| Мушки  | 0                         | 5                             | 3                                    | 0                    | 5                             |
| Женски | 0                         | 0                             | 4                                    | 0                    | 0                             |
| УКУПНО | 0                         | 5                             | 7                                    | 0                    | 5                             |
| Пол    | Финансијско посредовање   | Некретнине                    | Државна управа и одбрана             | Образовање           | Здравствени и социјални рад   |
| Мушки  | 0                         | 0                             | 1                                    | 1                    | 0                             |
| Женски | 0                         | 0                             | 0                                    | 2                    | 0                             |
| УКУПНО | 0                         | 0                             | 1                                    | 3                    | 0                             |
| Пол    | Остале услужне активности | Приватна домаћинства          | Екстериторијалне организације и тела | Непознато            | Непознато                     |
| Мушки  | 1                         | 0                             | 0                                    | 0                    | 0                             |
| Женски | 0                         | 0                             | 0                                    | 1                    | 1                             |
| УКУПНО | 1                         | 0                             | 0                                    | 1                    | 1                             |

## Галерија
- Пејзаж Горњег Сухотна